# Serdar (grad)
Serdar (perz. Sardar, ranije Kizil-Arvat), grad u Turkmenistanu odnosno pokrajini Balkan. Smješten je oko 220 km sjeverozapadno od glavnog grada Ašgabata. Od starog vijeka bio je naseljen iranskim plemenima kao što su Dahi, a u ranom srednjem vijeku stanovništvo je turcizirano i danas su većina žitelja Turkmeni. Suvremeni grad aktivnije se počeo razvijati nakon 1881. godine kada je izgrađena željeznica između Ašgabata i Kaspijskog jezera. Prema popisu stanovništva iz 1989. godine u gradu je živjelo 33.388 ljudi.